# Національний заповідник приматів річки Тана
Національний заповідник приматів річки Тана займає площу 170 км² і розташований у південно-східній Кенії. Заповідник існував в 1976—2007 рр.

## Географія
Більша частина території напівпосушлива савана⁣, але невелика частина, приблизно 13 км², складалася з невеликих ділянок річкового лісу.

## Історія
Уряд Кенії виділив землю в 1976 році за для захисту болотистих лісів нижньої річки Тана та двох ендемічних видів приматів, які знаходяться під загрозою зникнення, мангабея річки Тана та червоного колобуса річки Тана, які там зустрічаються. Примати населяють лише шістнадцять ділянок лісу (від 0,1 до 6,25 км 2), який простягається на 60 км вниз по звивистій нижній частині річки Тана, між Нканджонджа і Мітапані.
Попри проєкт Глобального екологічного фонду Світового банку (з 1996 по 2001 рік) вартістю 6,7 мільйона доларів, заходи щодо збереження двох приматів були в основному неефективними.
У 2005 році було переселено понад 250 сімей селян на 90 км до прибережної громади Кіпіні.

### Ліквідація заповідника
У 2007 році Верховний суд Кенії постановив, що заповідник не був належним чином створений відповідно до законодавства Кенії. Як наслідок, заповідник був — скасований, усунувши всю офіційну охорону території та її статус національного заповідника та фінансування.

## Флора і фауна
Пишні річкові ліси є залишками західноафриканських лісів. Річка прорізає сухі ліси та відкриті савани. Окрім двох ендемічних видів мавп, тут зареєстровано 262 види птахів і мешкає принаймні 57 видів ссавців. Є кілька ендемічних видів дерев, а також безліч інших тварин і рослин. Багато видів птахів і тварин у заповіднику є незвичними для Східної Африки, оскільки вони типові для низинних тропічних лісів Центральної Африки. Апаліс білокрилий зустрічається вкрай рідко. Рідкісними є також африканський лелека, бойовий орел, яструб, африканський карликовий сокіл, африканський пугач, лускатий балакун, чорночеревий блискучий шпак і золотий коник. Нещодавні дослідження показали, що в разі відновлення ця територія може служити притулком для дикої природи з помірними рівнями зміни клімату.